# 孝子站 (京畿道)
孝子站（：／ Hyoja yeok */?）是議政府輕軌沿線的一座高架車站，位於韓國京畿道議政府市新谷洞。

## 車站構造
站體為2面2線側式月台的高架車站，候車月台設有月台幕門。

### 月台配置
| 京畿道廳北部廳舍 ↑ |
| \| 上              |
| ↓ 昆弟             |

| 月台 | 路線          | 目的地                                 |
| ---- | ------------- | -------------------------------------- |
| 上行 | ●議政府輕電鐵 | 議政府中央、議政府市廳、回龍、鉢谷方向 |
| 下行 | ●議政府輕電鐵 | 魚龍、塔石、複合文化融合園區方向       |

## 歷史
- 2012年7月1日：落成啟用。

## 車站周邊
- 道路交通公團（朝鲜语：도로교통공단）議政府駕照試場
- 國民健康保險公團（朝鲜语：국민건강보험공단）議政府支社

## 相鄰車站
議政府輕軌交通
●議政府輕電鐵
京畿道廳北部廳舍（U120）－孝子（U121）－昆弟（U122）